# 트랄랄라 브라더스
《트랄랄라 브라더스》은 TV조선에서 방영된 예능 텔레비전 프로그램이다.

## 기획 의도
다양한 게임과 함께 고품격 라이브까지 즐기는 하이브리드 게임 음악 쇼!

## 방송 시간
| 방송 채널 | 방송 기간                         | 방송 시간                                   | 비고 |
| --------- | --------------------------------- | ------------------------------------------- | ---- |
| TV CHOSUN | 2023년 5월 3일 ~ 2023년 11월 29일 | 매주 수요일 밤 10시 ~ 목요일 새벽 12시 30분 |      |

## 출연진

### MC
- 붐
- 장윤정 (1회 ~ 7회, 9회 ~ 27회)

### 고정 출연진
- 안성훈
- 박지현
- 진해성
- 나상도
- 최수호
- 진욱
- 박성온
- 송민준
- 윤준협

### 팀
- 안성훈 (주장), 최수호, 윤준협, 박성온, 송민준 (1회) - 뽕 팀
- 박지현 (주장), 진해성, 나상도, 진욱, 재하 (1회) - 짝 팀
- 안성훈, 최수호, 윤준협, 박성온, 송민준 (2회) - 뽕 팀
- 박지현, 진해성, 나상도, 진욱, 곽영광 (2회) - 짝 팀
- 안성훈, 최수호, 윤준협, 박성온, 송민준 (3회) - 뽕 팀
- 박지현, 진해성, 나상도, 진욱, 성리 (3회) - 짝 팀
- 안성훈, 최수호, 윤준협, 박성온, 송민준 (4회) - 뽕 팀
- 박지현, 진해성, 나상도, 진욱, 곽영광 (4회) - 짝 팀
- 안성훈, 최수호, 윤준협, 박성온, 송민준 (5회) - 뽕 팀
- 박지현, 진해성, 나상도, 진욱, 슬리피 (5회) - 짝 팀
- 안성훈, 최수호, 윤준협, 박성온, 송민준 (6회) - 뽕 팀
- 박지현, 진해성, 나상도, 진욱, 재하 (6회) - 짝 팀
- 안성훈, 최수호, 윤준협, 박성온, 송민준 (7회) - 뽕 팀
- 박지현, 진해성, 나상도, 진욱, 곽영광 (7회) - 짝 팀
- 안성훈, 최수호, 윤준협, 박성온, 송민준 (8회) - 뽕 팀
- 박지현, 진해성, 나상도, 진욱, 재하 (8회) - 짝 팀
- 안성훈 (주장), 최수호, 윤준협, 박지현 (9회) - 뽕 팀
- 진해성 (주장), 나상도, 진욱, 박성온, 송민준 (9회) - 짝 팀
- 안성훈, 최수호, 윤준협, 박지현 (10회) - 뽕 팀
- 진해성, 나상도, 진욱, 박성온, 송민준 (10회) - 짝 팀
- 안성훈, 최수호, 윤준협, 박지현, 정민찬, 정형찬 (11회) - 뽕 팀
- 진해성, 나상도, 진욱, 박성온, 송민준 (11회) - 짝 팀
- 안성훈, 최수호, 윤준협, 박지현, 곽영광 (12회) - 뽕 팀
- 진해성, 나상도, 진욱, 박성온, 송민준 (12회) - 짝 팀
- 안성훈, 최수호, 윤준협, 박지현, 김수찬 (13회) - 뽕 팀
- 진해성, 나상도, 진욱, 박성온, 송민준 (13회) - 짝 팀
- 안성훈, 최수호, 윤준협, 박지현, 곽영광 (14회) - 뽕 팀
- 진해성, 나상도, 진욱, 박성온, 송민준 (14회) - 짝 팀
- 안성훈, 최수호, 윤준협, 박지현, 김용필 (15회) - 뽕 팀
- 진해성, 나상도, 진욱, 박성온, 송민준 (15회) - 짝 팀
- 안성훈, 최수호, 윤준협, 박지현, 곽영광 (16회) - 뽕 팀
- 진해성, 나상도, 진욱, 박성온, 송민준 (16회) - 짝 팀
- 안성훈, 최수호, 윤준협, 박지현, 곽영광 (17회) - 뽕 팀
- 진해성, 나상도, 진욱, 박성온, 송민준, 노지훈 (17회) - 짝 팀
- 안성훈, 최수호, 윤준협, 박지현, 신인선 (18회) - 뽕 팀
- 진해성, 나상도, 진욱, 박성온, 송민준 (18회) - 짝 팀
- 안성훈, 최수호, 윤준협, 박지현, 곽영광 (19회) - 뽕 팀
- 진해성, 나상도, 진욱, 박성온, 송민준, 성리 (19회) - 짝 팀
- 안성훈, 최수호, 윤준협, 박지현, 성민 (20회) - 뽕 팀
- 진해성, 나상도, 진욱, 박성온, 송민준 (20회) - 짝 팀
- 안성훈, 최수호, 윤준협, 박지현, 길병민 (21회) - 뽕 팀
- 진해성, 나상도, 진욱, 박성온, 송민준, 추혁진 (21회) - 짝 팀
- 안성훈, 최수호, 윤준협, 박지현, 곽영광 (22회) - 뽕 팀
- 진해성, 나상도, 진욱, 박성온, 송민준 (22회) - 짝 팀
- 안성훈, 최수호, 윤준협, 박지현, 곽영광 (25회) - 뽕 팀
- 진해성, 나상도, 진욱, 박성온, 송민준 (25회) - 짝 팀
- 안성훈, 최수호, 윤준협, 박지현, 곽영광 (26회) - 뽕 팀
- 진해성, 나상도, 진욱, 박성온, 송민준 (26회) - 짝 팀
- 박지현 (주장), 최수호, 박성온, 송민준, 윤준협 (27회) - YB 팀
- 나상도 (주장), 안성훈, 진해성, 진욱 (27회) - OB 팀

## 게스트
스페셜 진행자
- 은가은 (8회[1])

비빔 쏭 요정
- 송도현 (8회, 20회)
- 서지유 (11회, 17회)
- 조승원 (12회, 17회)
- 김유하 (13회)
- 황민호 (14회)
- 강신비 (15회)
- 황승아 (16회)
- 황민우 (18회)
- 성민 (19회)
- 강예슬 (21회)

게스트
- 홍지윤 - 뽕 팀 (22회)
- 전유진 - 짝 팀 (22회)
- 김해준, 알고보니 혼수상태, 곽범 (23회 ~ 24회)
- 강예슬 - 뽕 팀 (25회)
- 김수찬 - 짝 팀 (25회)

## 편성 변경 및 결방
- 2023년 9월 6일 : 《U-23 아시안컵 최종예선 대한민국 vs 카타르》 경기 중계방송으로 인한 결방.[2]
- 2023년 9월 27일 ~ 2023년 10월 4일 : 2022 항저우 아시안 게임 중계방송으로 인한 결방.
- 2023년 11월 1일 : 2024 파리 올림픽 여자축구 아시아 2차예선 대한민국 vs 중국 중계방송으로 인한 결방.